# Аргул
Аргул (фр. Argoules) насеље је и општина у североисточној Француској у региону Пикардија, у департману Сома која припада префектури Абевил.
По подацима из 2011. године у општини је живело 330 становника, а густина насељености је износила 34,92 становника/km². Општина се простире на површини од 9,45 km². Налази се на средњој надморској висини од 67 метара (максималној 77 m, а минималној 6 m).

## Демографија
| 1962. | 1968. | 1975. | 1982. | 1990. | 1999. | 2011. |
| ----- | ----- | ----- | ----- | ----- | ----- | ----- |
| 460   | 446   | 560   | 451   | 363   | 335   | 330   |

График промене броја становника у току последњих година